# 彭叔夏
彭叔夏（?—?），字清卿。吉州庐陵（今江西吉安）人。
生平不詳。僅知其為紹熙四年（1193年）鄉貢進士。与周必大为同乡好友。慶元元年（1195年），周必大致仕歸里，邀集彭叔夏、登仕郎胡柯數人，針對《文苑英华》再作校订，嘉泰元年（1201年）《文苑英华》終於付印。校订工作完成以后，彭氏本人总结校订心得，分二十大类，寫成《文苑英華辨證》十卷。